# Fessy
Fessy település Franciaországban, Haute-Savoie megyében. Lakosainak száma 1071 fő (2022. január 1.). Fessy Bons-en-Chablais, Brenthonne, Burdignin, Cervens, Habère-Lullin, Lully és Saxel községekkel határos.

## Népesség
A település népességének változása:
| Lakosok száma | 830  | 890  | 928  | 923  | 954  | 990  | 1026 | 1050 | 1071 |
|               | 2013 | 2015 | 2016 | 2017 | 2018 | 2019 | 2020 | 2021 | 2022 |